# 黃金蝙蝠
《黃金蝙蝠》是東映製作在1966年12月公開放映的电影，片名是黃金蝙蝠 摩天樓的怪人。最初是創作於昭和五年（1930年）當時在街上紙板戲（紙芝居）的故事主角。
也译做《黃金骷髏》。

## 介绍
少年阿明(アキラ)在觀察天體發現惑星依卡洛斯(イカロス)正在衝向地球，之后他被一群黑衣人捉去。而黑衣人集團是國際秘密機構巴魯研究所(パール研究所)的成員，其負責人则是Yamatone博士(ヤマトネ博士)。该博士的目的是召集人才好建造光線砲破坏惑星依卡洛斯，而完成光線砲需要一種製造特殊透鏡的原石。為了尋找原石，博士一行人到了亞特蘭蒂斯(アトランタス)大陸，但他們發現大陸被不明团体占據了。该团体的首領叫納佐(ナゾー)，是从依卡洛斯而來要征服宇宙的怪人。感到孤立无援的Yamatone博士等人在一棺材發現原石，而在棺材里的人是沉睡了一萬年的守護者黃金蝙蝠。博士等人让黃金蝙蝠復活，黃金蝙蝠就與Yamatone博士等人一起對抗納佐的陰謀。

## 真人电影

### 黃金蝙蝠 摩天樓的怪人（黄金バット 摩天楼の怪人）（1950年）
1950年12月23日公開。上映時間71分、製作新映画社。
- 導演：志村敏夫
- 故事：永松健夫
- 劇本：西鐵平、越路眞生
- 攝影：山崎一雄
- 主演：川路龍子、美空ひばり、上田竜児、杉寛
- 製片商：新映画社
- 發行商：東京映画配給

### 黄金バット（1966年）
- 導演：佐藤肇
- 故事：永松健夫
- 劇本：高久進
- 攝影：山澤義一
- 主演：千葉真一、山川ワタル、筑波久子、高見エミリー
- 配樂：菊池俊輔
- 主題曲：、
- 剪輯：祖田富美夫
- 製片商：東映
- 發行商：東映
- 上映日期： 1966年12月21日
- 片長：73分鐘
- 產地：日本
- 語言：日本語

#### 解説
由主演千葉真一的真人作品。モノクロ・シネマスコープ、73分、製作：東映。日本于1966年12月21日封切公開た。欧米で公開された際のタイトルは『Phantaman or Golden Ninja 』

#### 影像软件
2005年4月21日東映ビデオDVD发售。

## 漫画

### 週刊少年キング版
- 「黄金バット」1巻、1990年（平成2年）9月20日発行、大都社、ISBN 4-88653-383-3
- 「黄金バット」2巻、1990年（平成2年）9月20日発行、大都社、ISBN 4-88653-384-1
  - 原作・加太こうじ、作画・一峰大二

## 脚注
1. ↑  台灣人壽. .   [2015-04-09]. （原始内容存档于2015-04-03） （中文（臺灣））.
2. 1 2  . 日本映画製作者連盟.   [2013-08-01]. （原始内容存档于2019-05-13）.
3. ↑  . 宇宙船 (朝日ソノラマ). 2005-05-01,. Vol.118 (（2005年5月号）): 105. 雑誌コード：01843-05.